# Phare de n'Ensiola
Le phare de n'Ensiola est un phare situé au sud-ouest de l'île de Cabrera, dans l'archipel des Îles Baléares (Espagne). Le phare de Cabrera est complété par celui installé au nord de cet archipel, sur la petite île de Na Faradada.
Il est géré par l'autorité portuaire des îles Baléares (Autoridad Portuaria de Baleares) au port d'Alcúdia.

## Histoire
Le premier projet d'août 1861 visait la construction d'un phare de 2e ordre, avec une tour d'environ 25 m de diamètre comportant quinze chambres. Le projet a été rejeté à Madrid comme étant une construction trop luxueuse. Le second projet de Piou Emili a démarré en 1868 pour être achevé en 1870. C'est une tour cylindrique de 21 m de haut sur un bâtiment carré d'un étage, avec galerie et lanterne. La tour est peinte en damiers rouges et blancs. Il est automatisé depuis 1971.
Érigé au sud-ouest de l'île Cabrera, il fait partie du parc national de l'Archipel de Cabrera depuis le 29 avril 1991. Le site peut être visité par le service du parc.
Identifiant : ARLHS : BAL-059 ; ES-35740 - Amirauté : E0338 - NGA : 4852 .